# Bay Circuit Trail
Der Bay Circuit Trail ist ein insgesamt 200 mi (321,9 km) langer Fernwanderweg im Bundesstaat Massachusetts in den Vereinigten Staaten. Er beginnt nördlich von Boston auf Plum Island in Newburyport, führt in einem weiten Bogen entgegen dem Uhrzeigersinn durch die östlichen Bereiche des Bundesstaats um die Metropolregion Greater Boston herum und endet schließlich an der Kingston Bay wieder am Atlantik. Der Wanderweg wird von der 1990 gegründeten Bay Circuit Alliance (BCA) verwaltet, die dabei seit 2012 vom Appalachian Mountain Club und den Trustees of Reservations unterstützt wird.

## Beschreibung des Wanderwegs

### Geschichte
Das erste Konzept des Fernwanderwegs entstand bereits 1929 mit dem Ziel, einen „äußeren Emerald Necklace“ zu schaffen, der das bekannte Bostoner Lebenswerk von Frederick Law Olmsted konzeptionell aufgreift, in seiner Ausdehnung jedoch um ein Vielfaches übertrifft. Der Bay Circuit Trail sollte der ständig wachsenden Bevölkerung in der Metropolregion Greater Boston Grünflächen und weitere Möglichkeiten zur Naherholung bieten. Zwischen der Massachusetts Route 128 und der Interstate 495 entstanden in den folgenden Jahren vereinzelte Parks und Schutzgebiete, deren Entwicklung jedoch mit dem rasanten Zuwachs der Bevölkerung nicht schritthalten konnte. Erst mit der Gründung der Bay Circuit Alliance im Jahr 1990 wurde das Potenzial geschaffen, dem zu diesem Zeitpunkt rund 60 Jahre alten Konzept zu einem Neubeginn zu verhelfen und die noch bestehenden Lücken zu schließen. Heute bietet er der Metropolregion mit mehr als 4 Millionen Einwohnern eine große Vielfalt an Erholungsmöglichkeiten, darunter Reiten, Wandern, Fahrradfahren, Schneeschuhwandern und Skifahren.

### Abschnitte
Der Weg besteht aus insgesamt 16 einzelnen Abschnitten und beginnt im Abschnitt 1A auf Plum Island in Newburyport, von wo aus er weiter über Newbury nach Rowley führt. Der letzte Abschnitt Nr. 14 (die Abschnitte 1 und 5 wurden in die Sektionen A und B unterteilt) führt durch die Städte Pembroke, Duxbury und Kingston und endet an der Kingston Bay.
| Abschnitt | Orte                                                                              | Sehenswürdigkeiten (Auswahl)                                                                          | Karte |
| --------- | --------------------------------------------------------------------------------- | --- | ----- |
| 1A        | Newburyport, Newbury, Rowley                                                      | Parker River National Wildlife Refuge, Salisbury Beach State Reservation, Maudslay State Park         | PDF   |
| 1B        | Hamilton, Essex                                                                   | |       |
| 2         | Rowley, Ipswich, Hamilton, Topsfield, Georgetown, Boxford                         | Willowdale State Forest, Georgetown-Rowley State Forest, Appleton Farms                               | PDF   |
| 3         | Boxford, North Andover, Andover                                                   | The Stevens-Coolidge Place, Weir Hill                                                                 | PDF   |
| 4         | Andover, Tewksbury, Lowell                                                        | Merrimack River Trail, Lowell National Historical Park                                                | PDF   |
| 5A        | Tewksbury, Billerica, Bedford                                                     | Minuteman Bikeway, Great Meadows Wildlife Refuge                                                      | PDF   |
| 5B        | Lowell, Chelmsford, Carlisle, Westford                                            | Merrimack River Trail, Bruce Freeman Rail Trail                                                       | PDF   |
| 6         | Carlisle, Bedford, Acton, Concord                                                 | Minute Man National Historical Park, The Old Manse                                                    | PDF   |
| 7         | Concord, Lincoln, Wayland                                                         | Walden Pond State Reservation                                                                         | PDF   |
| 8         | Sudbury, Framingham, Marlborough, Southborough, Ashland, Sherborn (Massachusetts) | Callahan State Park, Hopkinton State Park                                                             | PDF   |
| 9         | Sherborn, Medfield                                                                | Rocky Narrows Reservation, Noon Hill, Shattuck Reservation                                            | PDF   |
| 10        | Medfield, Walpole, Sharon                                                         | Medfield Rhododendron Reservation, Rocky Woods, Borderland State Park                                 | PDF   |
| 11        | Sharon, Easton                                                                    | Hockomock Swamp, Furnace Village Historic District, H.H. Richardson Historic District of North Easton | PDF   |
| 12        | Easton, the Bridgewaters                                                          | West Bridgewater State Forest                                                                         | PDF   |
| 13        | East Bridgewater, Pembroke, Hanson                                                | Burrage Pond Wildlife Management Area                                                                 | PDF   |
| 14        | Pembroke, Duxbury, Kingston                                                       | Cranberry Watershed Preserve                                                                          | PDF   |

## Bay Circuit Alliance
Die heute aus insgesamt 40 Mitgliedsorganisationen bestehende Vereinigung wurde 1990 gegründet, um die Vision des Wanderwegs in die Realität umzusetzen. Dies geschah Schritt für Schritt und mit weitgehender Unterstützung der 34 Städte, durch die der Bay Circuit Trail verläuft. Die BCA arbeitet unter anderem bei den Planungen, Routenbestimmungen und eventuell notwendigen Bauarbeiten eng mit den Gemeinden zusammen. 2012 schlossen sich der Appalachian Mountain Club und die Trustees of Reservations der BCA an, um den Wanderweg durch das Schließen noch bestehender Lücken zu vervollständigen und langfristig zu erhalten.